# Дополнительная память

Области памяти IBM PC

Дополнительная память (англ. Extended memory, XMS) — память за пределами первого мегабайта адресного пространства IBM PC-совместимого компьютера с процессором Intel 80286 или более поздним.

## Описание
На компьютерах, совместимых с архитектурой x86, дополнительная память может использоваться только с процессорами не ниже Intel 80286. Это обусловлено их способностью адресовать более одного мегабайта памяти.
Младшие модели процессоров Intel 8086/8088 не могут непосредственно адресовать более одного мегабайта. Для этого применялось специальное устройство страничной адресации через окно, находящееся в пределах первого мегабайта адресного пространства (см.: Расширенная память).
В реальном режиме дополнительная память доступна только через интерфейс XMS (Extended Memory Specification), HMA, UMB или интерфейс расширенной памяти (EMS). И только приложения, работающие в защищённом режиме, могут использовать дополнительную память непосредственно.

## Extended Memory Specification (XMS)
Extended Memory Specification (XMS) — спецификация дополнительной памяти, предполагает использование дополнительной памяти в реальном режиме только для хранения данных (но не для выполнения кода программы). Память становится доступной благодаря использованию менеджера дополнительной памяти (eXtended Memory Manager, XMM), такого, как, например, HIMEM.SYS. Функции XMM вызываются через прерывание 2Fh. XMS не должна вызывать проблем совместимости ни с чем, в том числе и с EMS.